# Guiana nos Jogos Pan-Americanos de 1991
A Guiana competiu na 11º edição dos Jogos Pan-Americanos, realizados na cidade de  Havana, em Cuba.